# Église Santa Maria della Catena
L'église Santa Maria della Catena (Sainte-Marie-de-la-Chaîne) est une église de Naples dans le quartier Santa Lucia, au cœur historique de la ville. L'église date de 1576. Elle est dédiée à la Vierge de la Chaîne, équivalente à une Vierge de Miséricorde, que l'on priait en faveur des captifs chrétiens prisonniers des pirates musulmans qui terrorisaient à l'époque les côtes de l'Italie méridionale. La dévotion à cette Vierge, apparue d'abord en Sicile, fut importée à Naples à cette époque. Le quartier où l'église est construite fut entouré de murs à partir de 1565, le rendant ainsi plus sûr et surtout moins vulnérable de la côte.

## Le miracle sicilien
La tradition rapporte qu'en 1390 trois condamnés innocents à Palerme virent leur  exécution reportée à cause d'une pluie battante. Leurs chaînes furent brisés miraculeusement grâce selon eux à une intervention de la Vierge et l'église (dénommée auparavant Sainte-Marie-du-Port) auprès de laquelle eut lieu ce miracle fut rebaptisée plus tard église Sainte-Marie-de-la-Chaîne. C'est à ce titre qu'elle fut alors invoquée comme patronne des prisonniers.

## L'église napolitaine

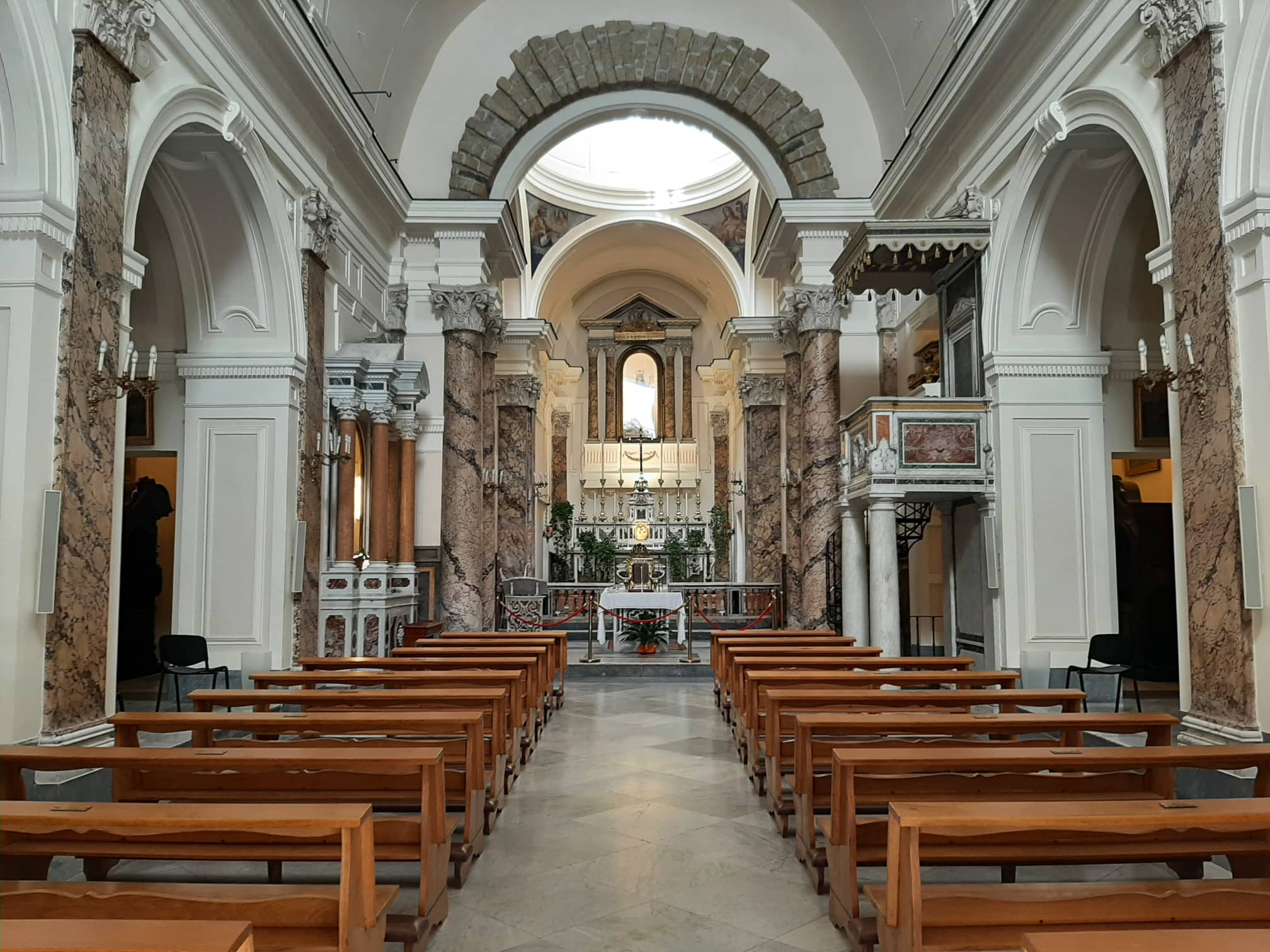
Intérieur de l'église.

L'église fut construite par une confraternité composée de pêcheurs et de marins du Borgo di Santa Lucia en 1576 et consacrée le 5 septembre 1579 avec l'autorisation du cardinal-archevêque de Naples, le théatin Paolo Burali d'Arezzo. L'église a son propre curé, mais les franciscains des deux couvents d'à côté aident aussi au service pastoral. L'église est terminée à la fin du XVIe siècle au moment de la visite pastorale du cardinal Gesualdo; la voûte est carénée et le pavement mis, le maître-autel est en maçonnerie. Trois chapelles sont construites de chaque côté. Les ornements liturgiques sont modestes et rares sont les objets du culte en argent.
À l'occasion de la visite pastorale, en 1648, du cardinal Filomarino, l'église se présente sous des formes désormais plus élégantes. La coupole est prête et l'église illuminée par celle-ci et par des fenêtres. Elle possède un orgue et une tribune pour les chantres, et dans le chœur deux balcons se font face pour la musique. La Madone de la Catena est figurée dans le grand tableau du maître-autel, peinture aujourd'hui disparue. Les décorations en stuc de la coupole et de la lunette datent de la fin du XVIIe siècle et sont l'œuvre de Gabriele Barrile, aidé d'Andrea Canale. La chapelle de Salvatore Alchimia est dessinée vers 1717 par Cristoforo Schor avec des stucs exécutés par Pietro Scarola.
L'église est complètement réaménagée et agrandie en 1871 par l'architecte Carmelo Passaro, mesurant désormais 27 mètres sur 14 mètres. En même temps des immeubles d'habitation se construisent autour, bouchant ainsi les fenêtres de l'église. Celle-ci n'est plus qu'éclairée par la coupole. En 1881, sa façade est refaite en style néoclassique très simple avec une grande fenêtre rectangulaire. Elle a été entièrement restaurée en 2005-2006 par Antonia Totaro.
La dépouille de l'amiral Francesco Caracciolo est conservée dans le transept gauche de l'église depuis 1799 après sa condamnation à mort sur ordre de l'amiral Nelson. Elle est abritée dans un monument de marbre, auquel on a ajouté en 1881 (lorsque l'église a été rouverte au culte) une épitaphe emphatique relatant les conditions de la condamnation et de la mort de l'amiral.
Aujourd'hui l'église dépend de la paroisse Santa Lucia. Jusque dans les années 1960, on célébrait encore la « fête de la chaîne » ('Nzegna) autour du 8 septembre, où l'on dansait et chantait autour d'un bateau en feu.

## Source de la traduction
- (it) Cet article est partiellement ou en totalité issu de l’article de Wikipédia en italien intitulé « Chiesa di Santa Maria della Catena (Napoli) » (voir la liste des auteurs).